# Oligoryzomys chacoensis
El colicorto chaqueño (Oligoryzomys chacoensis) es una especie de roedor integrante del género Oligoryzomys de la familia Cricetidae. Habita en el centro-este de Sudamérica.

## Taxonomía
Esta especie fue descrita originalmente en el año 1981 por los zoólogos P. Myers y M. D. Carleton.
Localidad tipo
La localidad tipo es: "km 419 por la ruta Trans Chaco al noroeste de Villa Hayes, departamento de Boquerón, Paraguay". 
Etimología
Etimológicamente, el término específico es un topónimo que refiere a la región que habita la especie: el chaco.

## Distribución geográfica y hábitat
Esta especie es endémica del chaco sudamericano, habitando en ambientes semiáridos del sudeste de Bolivia, oeste de Paraguay, sudoeste de Brasil, y el norte de Argentina.

## Conservación
Según la organización internacional dedicada a la conservación de los recursos naturales Unión Internacional para la Conservación de la Naturaleza (IUCN), al no poseer mayores peligros y vivir en muchas áreas protegidas, la clasificó como una especie bajo “preocupación menor” en su obra: Lista Roja de Especies Amenazadas.